# Francis Matthey
Francis Matthey (Le Locle, 17 de julho de 1942 – 20 de março de 2025) foi um político suíço. Foi eleito para o Conselho Federal Suíço em 1993, mas recusou o cargo, deixando-o para René Felber.